# Uwe Peschel
Uwe Peschel es un ex ciclista profesional alemán. Nació en Berlín el 4 de noviembre de 1968. Fue profesional entre 1997 y 2005 ininterrumpidamente. Es un destacado especialista en contrarreloj.
Antes de ser profesional ya se mostró como un excelente especialista contra el crono, proclamándose subcampeón mundial en varias ocasiones con la selección alemana, entre otros éxitos.
Su mayor éxito como profesional han sido las notables participaciones en el Campeonato Mundial de Ciclismo Contrarreloj, donde ha subido al pódium en dos ocasiones. Sin embargo, nunca destacó en las Grandes Vueltas, cosechando discretísimas actuaciones.

## Palmarés
1990(como amateur)
- 2.º en el Campeonato del mundo en contrarreloj por equipos

1991(como amateur)
- 2.º en el Campeonato del mundo en contrarreloj por equipos

1992 (como amateur)
- Campeonato Olímpico 100 km Contrarreloj por Equipos (formando equipo con Bernd Dittert, Michael Rich, Christian Meyer y Guido Fulst)

1993(como amateur)
- 2.º en el Campeonato del mundo en contrarreloj por equipos

1994 (como amateur)
- 3.º en el Campeonato del mundo en contrarreloj por equipos

1995 (como amateur)
- 2.º en el Campeonato de Alemania Contrarreloj
- 1 etapa del Regio-Tour
- 3.º en el Campeonato del Mundo Contrarreloj

1996 (como amateur)
- Campeonato de Alemania Contrarreloj
- Vuelta a Baviera
- 1 etapa del Tour de Luxemburgo
- G. P. Telekom (haciendo pareja con Chris Boardman)

1997
- 1 etapa del Regio-Tour
- 1 etapa de la Vuelta a Dinamarca
- Gran Premio de las Naciones

1998
- Campeonato de Alemania Contrarreloj
- 1 etapa de la Vuelta a Castilla y León

2001
- 3.º en el Campeonato de Alemania Contrarreloj

2002
- Campeonato de Alemania Contrarreloj
- 2.º en el Campeonato de Alemania en Ruta
- Gran Premio de las Naciones
- Tour de Hesse

2003
- 2.º en el Campeonato de Alemania Contrarreloj
- G. P. Eddy Merckx (haciendo pareja con Michael Rich)
- 2.º en el Campeonato del Mundo Contrarreloj

## Equipos
- Cantina Tollo (1997)
- Estepona en Marcha-Brepac (1998)
- Gerolsteiner (1999-2005)